# Джадж, Майк
Майкл Крэйг Джадж (англ. Michael Craig Judge; род. 17 октября 1962 года, Гуаякиль, Эквадор) — американский продюсер, актёр, режиссёр, сценарист, композитор и аниматор. Получил образование физика и инженера, однако известен благодаря работе в кинематографии и мультипликации. Широкую известность получил после создания двух мультипликационных сериалов «Бивис и Баттхед» и «Царь горы».

## Биография
Майк Джадж родился в Гуаякиле, вырос в Альбукерке, где посещал среднюю школу Святого Пия X. Является сыном антрополога Джима Джаджа и библиотекаря Маргарет Блю. Джадж получил диплом бакалавра физических наук в 1985 году в Калифорнийском университете Сан-Диего. На сегодняшний день проживает в Остине. Играет на бас-гитаре.
В 1991 году Джадж снял короткометражный мультфильм Джаджа «Офисное пространство» (также известный, как короткие серии Милтона), который был принят «Comedy Central».
В 1992 году Джадж создал два мультфильма «Бейсбол лягушкой» и  «Мир, любовь и понимание» вошедшие в сборник «Liquid Television», в которых впервые были представлены популярные в наше время персонажи Бивис и Баттхед. Мультфильмы привели к появлению на MTV мультсериала «Бивис и Баттхед», в котором Джадж озвучил обоих главных и множество второстепенных персонажей. В сериале Бивис и Баттхед посещали среднюю школу Хайленда, расположенную в Альбукерке. Шоу показывалось в 1993—1997 годах и имело огромный успех, по его мотивам в 1996 году был снят полнометражный фильм «Бивис и Баттхед уделывают Америку», в 2011 году Джадж решил продолжить легендарный мультсериал, но уже через полгода был закрыт. В 2022 году Джадж второй раз возродил мультсериал и на данный момент вышел уже второй сезон возрождённого в 2022 году мультсериала.
В 1996—1997 годах для телеканала FOX Джадж вместе с Грегом Дэниелсом создал мультсериал «Царь горы». Многие персонажи этого шоу были созданы на основе людей, которых он знал, проживая в Техасе. Джаджем были озвучены Хэнк Хилл и Бумхауер.

## Фильмография

### Актёр
| Год  | Название на русском                         | Название на языке оригинала           | Роль                             |
| ---- | ------------------------------------------- | ------------------------------------- | -------------------------------- |
| 2018 | «Как не стать президентом»                  | The Front Runner                      | Джим Сэвидж                      |
| 2007 | «Придурки 2.5»                              | Jackass 2.5                           | камео                            |
| 2006 | «Придурки»                                  | Jackass Number Two                    | камео                            |
| 2003 | «Дети шпионов 3: Игра окончена»             | Spy Kids 3-D: Game Over               | Доннагон Гигглз                  |
| 2002 | «Дети шпионов 2: Остров несбывшихся надежд» | Spy Kids 2: The Island of Lost Dreams | Доннагон Гигглз                  |
| 2002 | «Мошенники»                                 | Serving Sara                          | Клерк отеля (в титрах не указан) |
| 2001 | «Дети шпионов»                              | Spy Kids                              | Доннагон, Доннамайт              |
| 1999 | «Офисное пространство»                      | Office Space                          | Стэн                             |

### Озвучивание
| Год  | Название на русском                                 | Название на языке оригинала                 | Роль |
| ---- | --------------------------------------------------- | ------------------------------------------- | --- |
| 2022 | Beavis and Butt-Head                                | Beavis and Butt-Head                        | «Бивис и Баттхед» |
| 2010 | «Шоу Кливленда» (эпизод «Cleveland Live!»)          | The Cleveland Show                          | Хэнк Хилл |
| 2009 | «Семейка Гудов»                                     | англ. The Goode Family                      | Джеральд Гуд |
| 2006 | «Aqua Teen Hunger Force» (один эпизод)              | Aqua Teen Hunger Force                      | Пришелец |
| 2001 | «Звёздные бои насмерть» (эпизод «Fandemonium 2000») | англ. Celebrity Deathmatch                  | Бивис, Баттхед |
| 1999 | «Саус-Парк: большой, длинный и необрезанный»        | South Park: Bigger, Longer & Uncut          | Кенни Маккормик (без капюшона) |
| 1997 | «Остин Пауэрс: Международный человек-загадка»       | Austin Powers: International Man of Mystery | Бивис, Баттхед (в титрах не указан) |
| 1997 | «Царь горы» (1997—2009)                             | King of the Hill                            | Хэнк Хилл |
| 1996 | «Бивис и Баттхед уделывают Америку»                 | англ. Beavis and Butt-head Do America       | Бивис, Баттхед, Том Андерсон, Дэвид ван Дриссен, Директор МакВикер                                                                              |
| 1995 | «Бивис и Баттхед делают рождество»                  | Beavis and Butt-Head Do Christmas           | Бивис, Баттхед, Том Андерсон, Дэвид ван Дриссен, Стюарт Стивенсон, Менеджер Burger World, Директор МакВикер, Брэдли Баззкэт, Владелец Maxi-Mart |
| 1995 | «The Maxx»                                          | The Maxx                                    | Бивис, Баттхед |
| 1994 | «Голова»                                            | англ. The Head                              | Баттхед |
| 1994 | «Пустые головы»                                     | Airheads                                    | Бивис, Баттхед |
| 1993 | «Бивис и Баттхед»                                   | Beavis and Butt-head                        | Бивис, Баттхед |
| 1993 | «Фрейзер»                                           | Frasier                                     | Ван |
| 1992 | «Бейсбол лягушкой»                                  | англ. Frog Baseball                         | Бивис, Баттхед |
| 1992 | «Мир, Любовь и Понимание»                           | Peace, Love & Understanding                 | Бивис, Баттхед |
| 1991 | «Inbred Jed»                                        | англ. Inbred Jed                            | Inbred Jed |
| 1991 | «Офисное пространство»                              | Office Space                                | Милтон и другие |

### Сценарии и режиссура
| Год  | Название на русском                 | Название на языке оригинала                        |
| ---- | ----------------------------------- | -------------------------------------------------- |
| 2022 | Beavis and Butt-Head                | Beavis and Butt-Head                               |
| 2017 | «Байки из турне»                    | англ. Mike Judge Presents: Tales from the Tour Bus |
| 2014 | «Кремниевая долина»                 | Silicon Valley                                     |
| 2009 | «Семейка Гудов»                     | англ. The Goode Family                             |
| 2009 | «Экстракт»                          | Extract                                            |
| 2006 | «Идиократия»                        | Idiocracy                                          |
| 2000 | «Монсеньор Мартинес»                | Monsignor Martinez                                 |
| 1999 | «Офисное пространство»              | Office Space                                       |
| 1997 | «Царь горы»                         | King of the Hill                                   |
| 1996 | «Бивис и Баттхед уделывают Америку» | Beavis and Butt-head Do America                    |
| 1995 | «Бивис и Баттхед делают рождество»  | Beavis and Butt-Head Do Christmas                  |
| 1993 | «Бивис и Баттхед»                   | Beavis and Butt-head                               |
| 1992 | «Бейсбол лягушкой»                  | англ. Frog Baseball                                |
| 1992 | «Мир, Любовь и Понимание»           | Peace, Love & Understanding                        |
| 1991 | «Офисное пространство»              | Office Space                                       |

### Продюсирование
| Год  | Название на русском                 | Название на языке оригинала                        |
| ---- | ----------------------------------- | -------------------------------------------------- |
| 2022 | Beavis and Butt-Head                | Beavis and Butt-Head                               |
| 2017 | «Байки из турне»                    | англ. Mike Judge Presents: Tales from the Tour Bus |
| 2014 | «Кремниевая долина»                 | Silicon Valley                                     |
| 2009 | «Семейка Гудов»                     | англ. The Goode Family                             |
| 2008 | «Анимационное шоу 4»                | Animation Show 4                                   |
| 2007 | «Анимационное шоу 2007»             | Animation Show 2007                                |
| 2006 | «Идиократия»                        | Idiocracy                                          |
| 2005 | «Анимационное шоу 2005»             | Animation Show 2005                                |
| 2003 | «Анимационное шоу»                  | Animation Show                                     |
| 2000 | «Монсеньор Мартинес»                | Monsignor Martinez                                 |
| 1999 | «Офисное пространство»              | Office Space                                       |
| 1997 | «Царь горы»                         | King of the Hill                                   |
| 1996 | «Бивис и Баттхед уделывают Америку» | Beavis and Butt-head Do America                    |
| 1995 | «Бивис и Баттхед делают рождество»  | Beavis and Butt-Head Do Christmas                  |
| 1993 | «Бивис и Баттхед»                   | Beavis and Butt-head                               |
| 1992 | «Бейсбол лягушкой»                  | англ. Frog Baseball                                |
| 1992 | «Мир, Любовь и Понимание»           | Peace, Love & Understanding                        |
| 1991 | «Офисное пространство»              | Office Space                                       |

### Музыка
| Год  | Название на русском                | Название на языке оригинала       |
| ---- | ---------------------------------- | --------------------------------- |
| 1995 | «Бивис и Баттхед делают рождество» | Beavis and Butt-Head Do Christmas |
| 1993 | «Бивис и Баттхед»                  | Beavis and Butt-head              |
| 1991 | «Офисное пространство»             | Office Space                      |